# Волт Газзард
Волт Газзард (англ. Walt Hazzard, 15 квітня 1942 — 18 листопада 2011) — американський баскетболіст.
Олімпійський чемпіон 1964 року.